# Miezgovce
Miezgovce (in ungherese: Mézgás) è un comune della Slovacchia facente parte del distretto di Bánovce nad Bebravou, nella regione di Trenčín.